# Muhammad av Ghor
Muhammad av Ghor, Shahab-ud-din Muhammad Ghuri eller Muizz-ud-din Muhammad bin Sam, född 1160, död 1206, var en afghansk krigsherre och grundaren av Delhisultanatet och ghuridernas dynasti.
Han förlorade det första slaget vid Panipat 1191 mot den hinduiske härskaren Prithvi Raj Chauhan, men återkom 1192 till samma slagfält, för att vinna och bli den förste muslimen att inta Delhi. På vägen från Lahore till Ghazni 1206 stannade Muhammad nära Jhelum för att förrätta sin böneritual, och lönnmördades då av en okänd gärningsman.